# San Bartolomeo (Lipari)

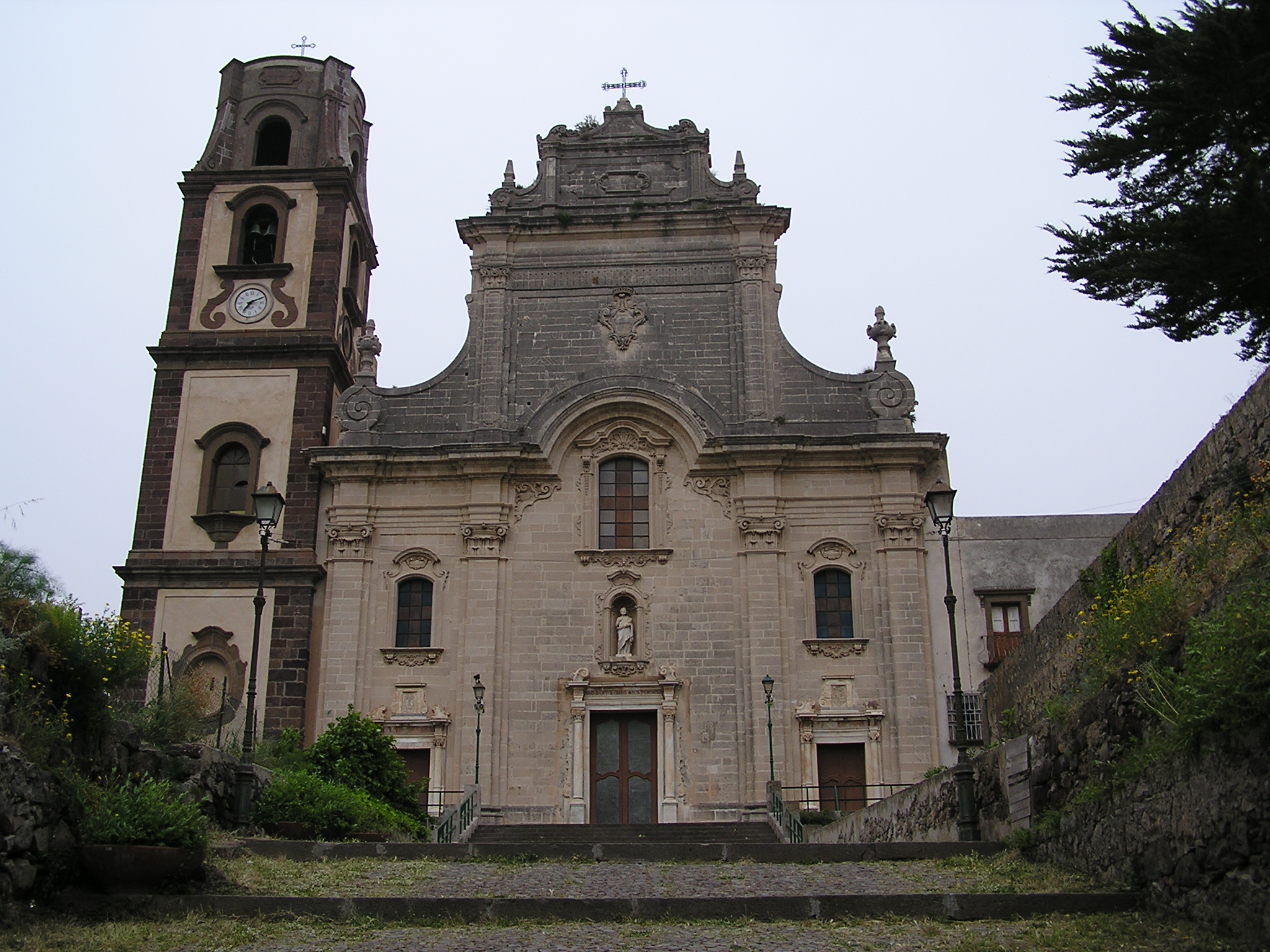
S. Bartolomeo in Lipari

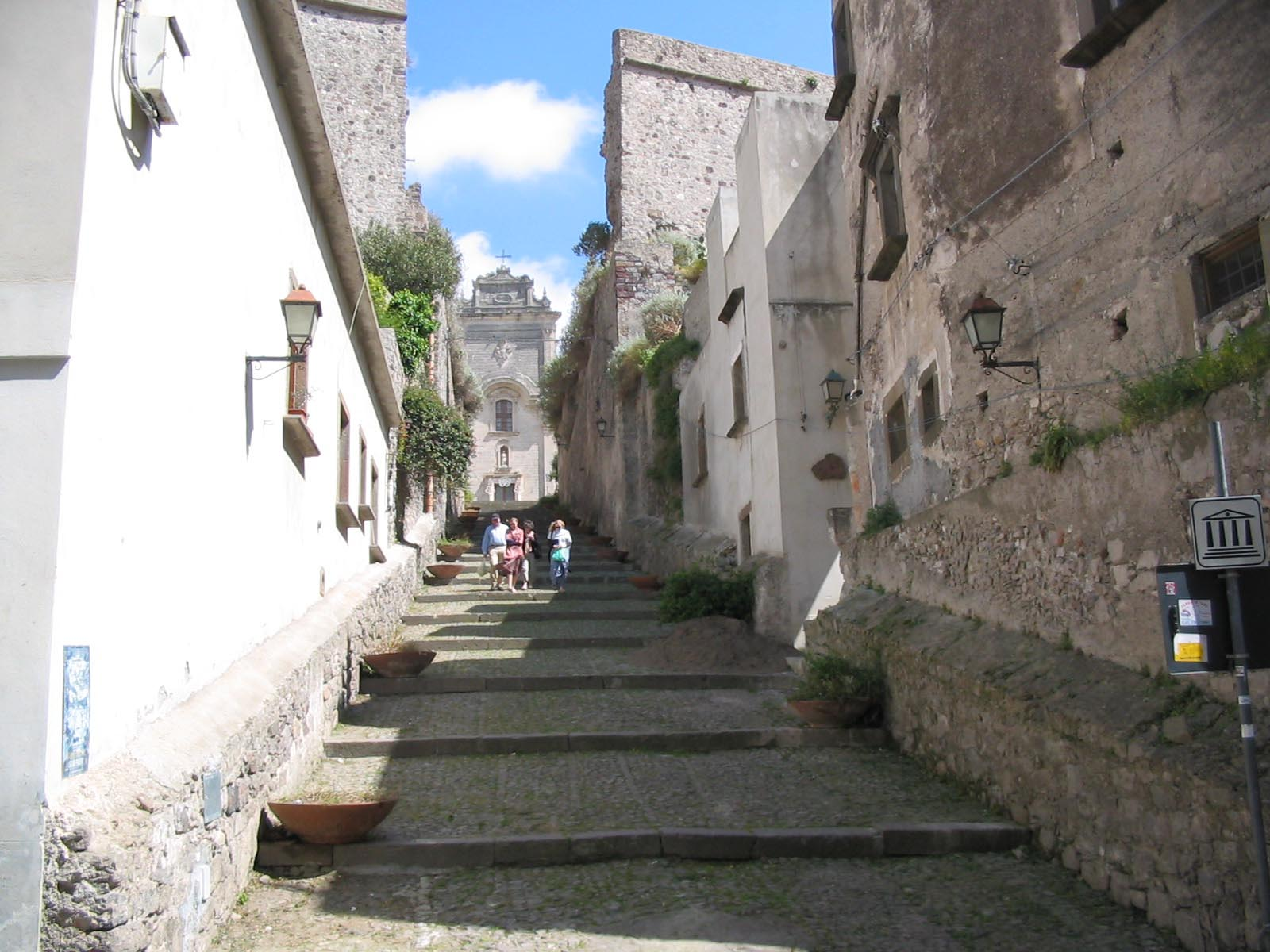
Via Concordato, Aufstieg zur Kathedrale

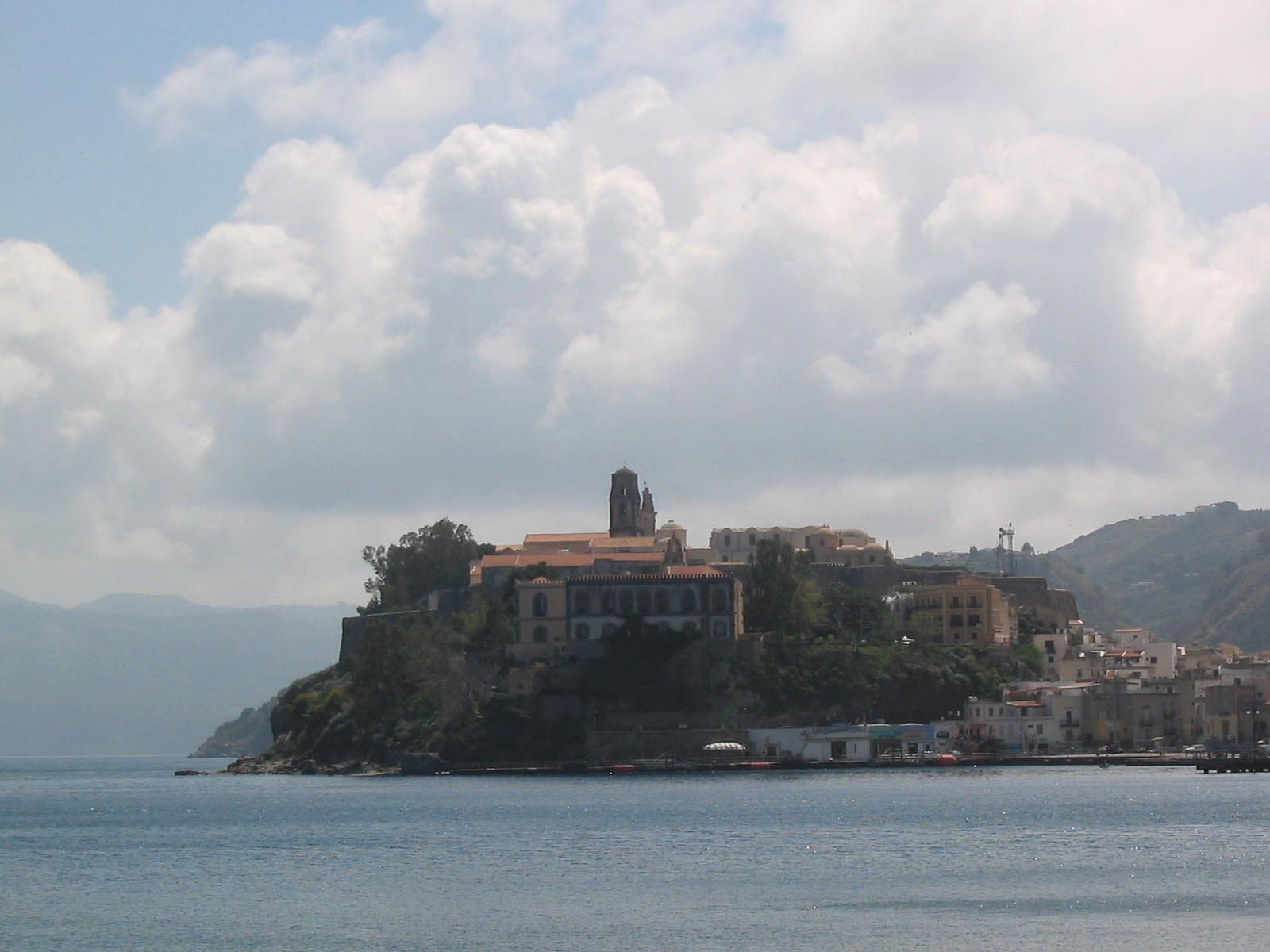
Burgfelsen mit Kathedrale, von Norden

Die Kirche San Bartolomeo in Lipari war die Kathedrale (Dom) des zu Messina (Sizilien) gehörenden Bistums Lipari. Sie liegt auf einem ca. 60 m hohen Felsen am Meer und ist dem Schutzpatron der Liparischen Inseln und der Stadt Lipari geweiht, dem Apostel Bartholomäus.
Seit der endgültigen Vereinigung des Bistums mit dem Erzbistum Messina, 1986, ist sie Konkathedrale des Erzbistums, das heute den Namen Erzbistum Messina-Lipari-Santa Lucia del Mela trägt.

## Geschichte
1084 errichtete Roger I. in Lipari die Benediktinerabtei San Bartolomeo. 1095 erhielt diese Abtei das gesamte Gebiet der Liparischen Inseln zugewiesen. 1131 erhob der Gegenpapst Anaklet II. das Territorium der Abtei auf Antrag König Rogers II. zum Bistum Lipari-Patti. Die endgültige Errichtung fand 1166 durch Papst Alexander III. statt. Die Abteikirche San Bartolomeo wurde zur Kathedrale des Bistums.
Die alte Kathedrale wurde 1544 bei einem Überfall türkischer Piraten unter der Führung von Khair ad-Din Barbarossa zerstört. Der heutige Bau im Barockstil wurde 1654 errichtet. Der Glockenturm und die Fassade stammen aus der 2. Hälfte des 18. Jahrhunderts, der Oberteil der Fassade wurde 1861 nach einem Einsturz wieder aufgebaut.

## Beschreibung
Das Innere der Kirche ist dreischiffig. An den Wänden der Schiffe zeigen Fresken Szenen aus dem Alten Testament. Einige Kalksteinkapitelle aus dem 11.–12. Jahrhundert stammen noch aus der ursprünglichen Abteikirche.
Der Barockaltar aus dem Jahre 1725 besteht aus bemaltem und vergoldetem Holz. In ihm befindet sich eine Silberstatue des heiligen Bartholomäus aus dem Jahre 1728. Zum Domschatz gehört auch ein silbernes Büstenreliquiar des Heiligen.